# Memoria (film 1997)
Memoria è un film del 1997 diretto da Ruggero Gabbai.
La pellicola è un documentario che raccoglie la testimonianza di 93 ebrei italiani sopravvissuti al campo di sterminio di Auschwitz-Birkenau. È stato prodotto da Forma International assieme al Centro di Documentazione Ebraica Contemporanea di Milano basandosi sul soggetto e gli studi storici di Marcello Pezzetti e Liliana Picciotto.
Il lungometraggio raccoglie le testimonianze degli ebrei italiani sopravvissuti al campo di sterminio di Auschwitz: dalla loro cattura nelle città italiane alla deportazione nei vagoni blindati, l’arrivo e la separazione dai loro cari, la vita nel campo, la liberazione e il difficile ritorno.

## Trama
Con l'introduzione di alcune letture di Giancarlo Giannini tratte da Se questo è un uomo di Primo Levi, vi sono le testimonianze di diversi sopravvissuti al campo di sterminio di Auschwitz, ricondotti presso gli stessi luoghi della loro prigionia. Oltre alla testimonianza delle sofferenze patite nel campo, vengono narrate anche le esperienze legate alle umiliazioni e privazioni subite a causa delle leggi razziali del 1938, nonché della segregazione e cattura avvenute in Italia.
Le testimonianze dei sopravvissuti raccontate nel film sono quelle di: Shlomo Venezia, Rubino Romeo Salmonì, Nedo Fiano, Ida Marcheria, Leone Sabatello, Liliana Segre, Alberto Mieli, Goti Herskovits Bauer, Settimia Spizzichino, Piero Terracina, Sabatino Finzi, Elisa Springer, Alberto Sed, Mario Spizzichino, Lina Navarro, Virginia Gattegno, Dora Venezia, Raimondo Di Neris, Matilde Beniacar, Alessandro Kroo, Dora Klein, Luigi Sagi ed Elena Kugler. Quasi tutti oggi sono morti, ma molti di loro hanno reso testimonianza, fin in età avanzata, delle drammatiche vicende loro occorse nella Shoah italiana.

## Produzione
Il film è stato girato fra Roma, Venezia, Milano ed Auschwitz. Il DVD presenta anche una introduzione di Moni Ovadia e un reportage sull'accoglienza ricevuta al Festival di Berlino.

## Distribuzione
Presentato per la distribuzione in Home video, è stato anche reso disponibile per la libera e gratuita visione sul web dalla Fondazione CDEC a seguito delle numerose richieste provenienti da istituti scolastici, istituzioni e privati cittadini.

## Accoglienza
(Romano Prodi, al tempo Presidente del consiglio dei ministri)
Il film è stato selezionato e premiato al Festival internazionale del cinema di Berlino del 1997, al Jerusalem Film Festival e nel 1999 ha vinto il Nuremberg International Human Rights Film Festival. È stato selezionato inoltre ai festival cinematografici di San Francisco, Washington D.C., Marsiglia, Valenza e Istanbul. Nel 1997 è stato trasmesso in prima serata da Rai 2, senza interruzioni pubblicitarie, ottenendo uno share di quasi 7 milioni di telespettatori. È stato proiettato a Montecitorio alla presenza delle massime autorità dello stato.

## Testimoni della deportazione
Il film è stato realizzato con le interviste a 93 "testimoni" ebrei sopravvissuti alla deportazione. «Non tutti compaiono nel film. ma la loro testimonianza è conservata per sempre». I 69 altri testimoni che non compaiono nel film sono:
- Ester Amato
- Isacco Bajona
- Silvia Bdlleli
- Stella Benveniste
- Enrico Breiner
- Alessandra Bucci
- Tatiana Bucci
- Angelo Calò
- Ester Calò
- Matilde Choen
- Rachele Choen
- Raimondo Cohen
- Salomone Dana
- Ottaviano Danelon
- Germana Del Mare
- Adriana Di Nepi
- Giuseppe Di Porto
- Lello Di Segni
- Donato Di Veroli
- Errina Di Veroli
- Giuditta Di Veroli
- Leone Di Veroli
- Silvia Di Veroli

- Teo Ducci
- Lucia Eliezer
- Fausta Finzi
- Stella Franco
- Norina Gehan
- Martino Godelli
- Adolfo Gruener
- Enrica Jona
- Gisella Kugler
- Elisa Levi
- Italo Dino Levi
- Rachele Levi
- Rosa Levi
- Mario Limentani
- Liana Millu
- Giacomo Moscato
- Matilde Mustacchi
- Rachele Mustacchi
- Amalia Navarro
- Luciana Nissim
- Graziella Perez
- Lello Perugia
- Settimo Piattelli

- Edo Raba
- Luciana Sacerdote
- Gilberto Salmoni
- Diamantina Salonicco
- Dora Scemaria
- Giulia Sciarkon
- Franco Schoenheit
- Fatina Sed
- Eugenio Sermoneta
- Pacifico Sermoneta
- Iacob Sturm
- Arianna Szörényi
- Giuliana Tedeschi
- Natalia Tedeschi
- Loredana Tisminiesky
- Joseph Varon
- Albina Valech
- Lina Ventura
- Benedetto Vivanti
- Arminio Wachsberger
- Enrica Zarfati
- Milena Zarfati
- Silvana Zarfati